# Karel Herot
Karel Herot (* 1. listopadu 1946) je bývalý český fotbalista, obránce. Po skončení aktivní kariéry působil jako trenér.

## Fotbalová kariéra
V československé lize hrál za Baník Ostrava. V nižších soutěžích hrál mj. za TJ Slezan Frýdek-Místek.

## Ligová bilance
| Ročník                                   | Zápasy | Góly | Klub          |
| ---------------------------------------- | ------ | ---- | ------------- |
| 1. československá fotbalová liga 1967/68 | 10     | 0    | Baník Ostrava |
| 1. československá fotbalová liga 1968/69 | 24     | 0    | Baník Ostrava |
| 1. československá fotbalová liga 1969/70 | 28     | 0    | Baník Ostrava |
| 1. československá fotbalová liga 1970/71 | 27     | 1    | Baník Ostrava |
| 1. československá fotbalová liga 1971/72 | -      | 1    | Baník Ostrava |
| 1. československá fotbalová liga 1972/73 | -      | 1    | Baník Ostrava |
| CELKEM                                   | -      | 3    |               |